# Powstanie Spartakusa (1919)
Powstanie Spartakusa (niem. Spartakusaufstand lub Januaraufstand) – powstanie wywołane 5 stycznia 1919 przeciw rządowi rewolucyjnemu złożonemu z członków Socjaldemokratycznej Partii Niemiec (SPD) i trwające do 15 stycznia. Jeden z epizodów rewolucji listopadowej.

## Tło historyczne
Podczas Powszechnego Kongresu Rad Robotniczo-Żołnierskich w Berlinie trwającego w dniach 16–21 grudnia 1918, w którym to kongresie wzięli udział zarówno politycy SPD, jak i USPD ustalono, że władza należeć będzie jedynie do rządu rewolucyjnego, nazwanego później Radą Centralną, a nie, jak chciało USPD do rad robotniczych. W następnych dniach politycy USPD ustępowali ze swoich urzędów na znak protestu, niektórzy z nich 1 stycznia 1919 powołali nową partię – Komunistyczną Partię Niemiec, która wraz z istniejącym wcześniej Związkiem Spartakusa podjęła decyzję o wybuchu powstania w Berlinie.

## Przebieg powstania
Bezpośrednią przyczyną powstania było usunięcie ze stanowiska prezydenta berlińskiej policji Emila Eichhorna, polityka USPD, pod zarzutem działalności przeciw rządowi. Walki wybuchły 5 stycznia i objęły ulice Berlina. Nowo powołany minister obrony narodowej Gustav Noske wydał rozkaz Reichswehrze i Freikorpsom stłumienia rewolty, odbicia ulic Berlina i spacyfikowania powstańców. Liczba ofiar powstania wyniosła 156 osób, zamordowano również przewodniczących KPD – Różę Luksemburg i Karla Liebknechta, nieco później Leona Jogichesa, a kilka dni później ich ciała wrzucono do Landwehrkanal. Było to równoznaczne z upadkiem powstania.

## Galeria

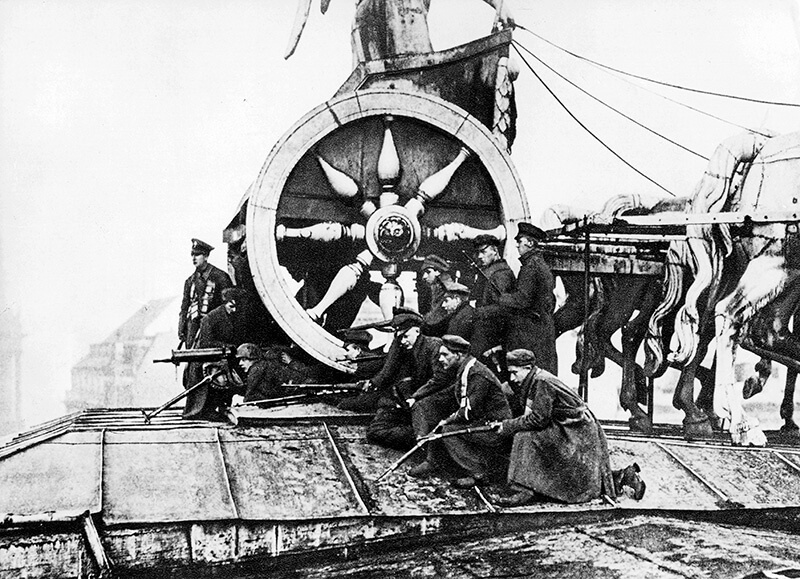
Żołnierze na Bramie Brandenburskiej
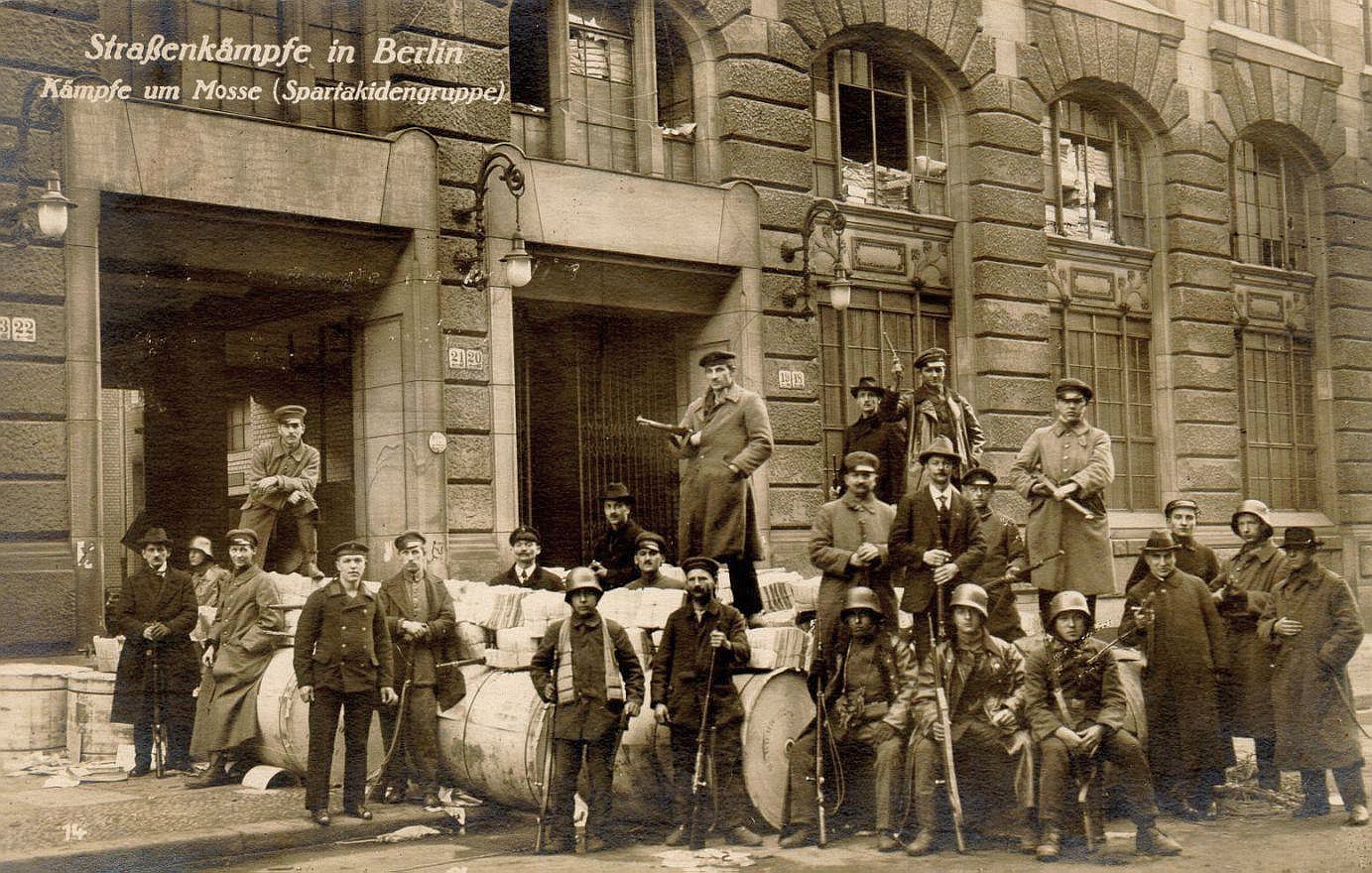
Grupa powstańców przy barykadzie
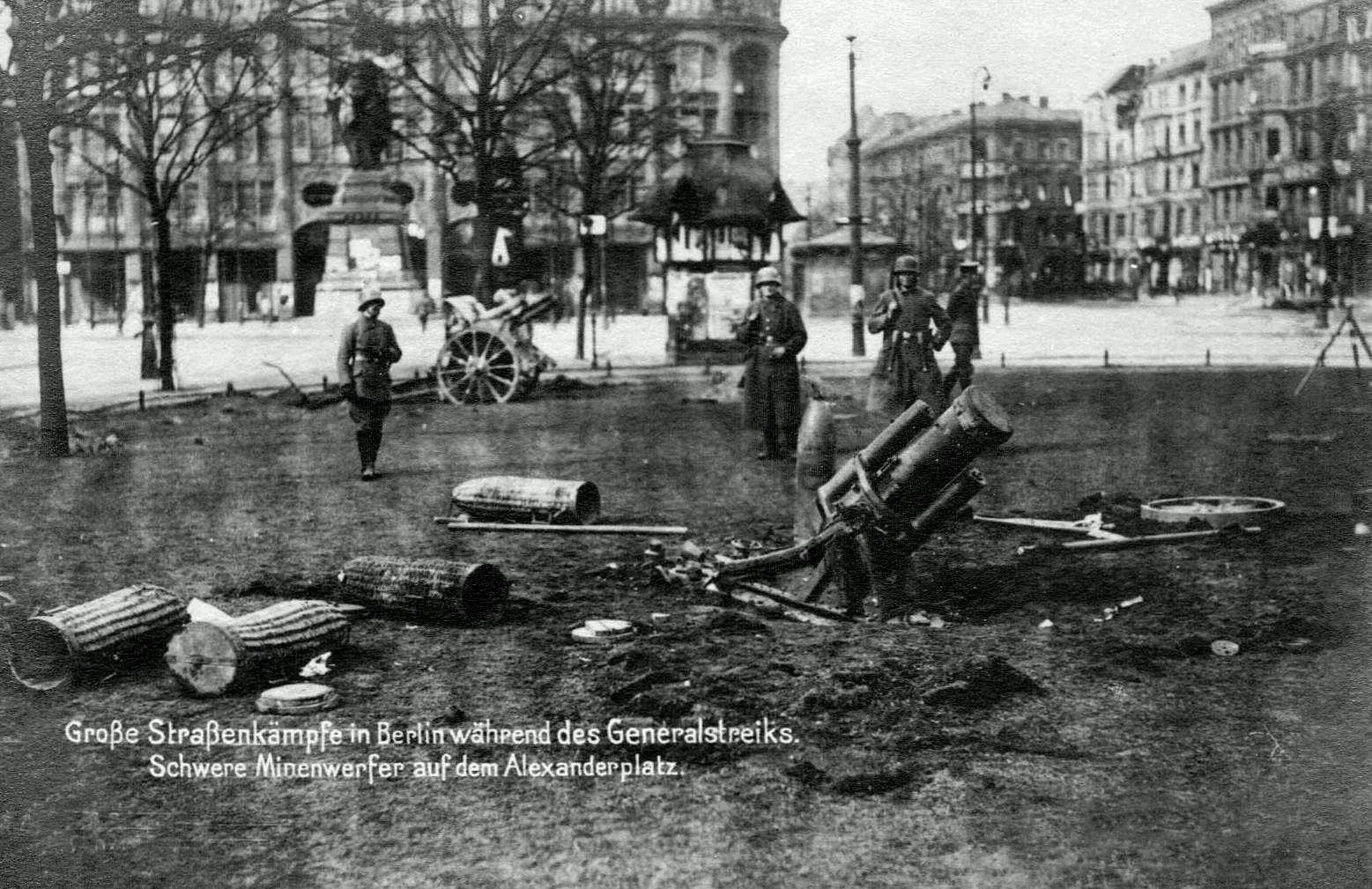
Ciężki moździerz 25 cm schwerer Minenwerfer używany przez wojsko na Alexanderplatz
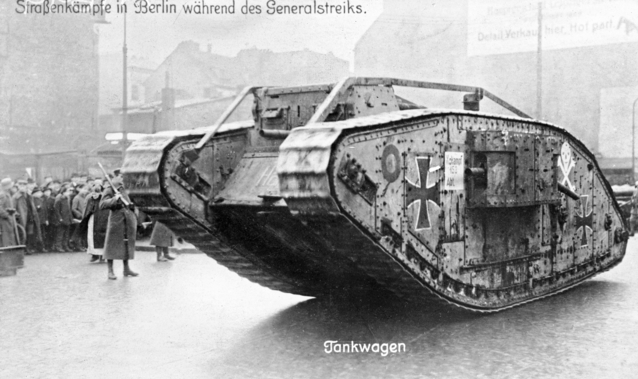
Zdobyczny czołg Mark IV używany przez siły rządowe
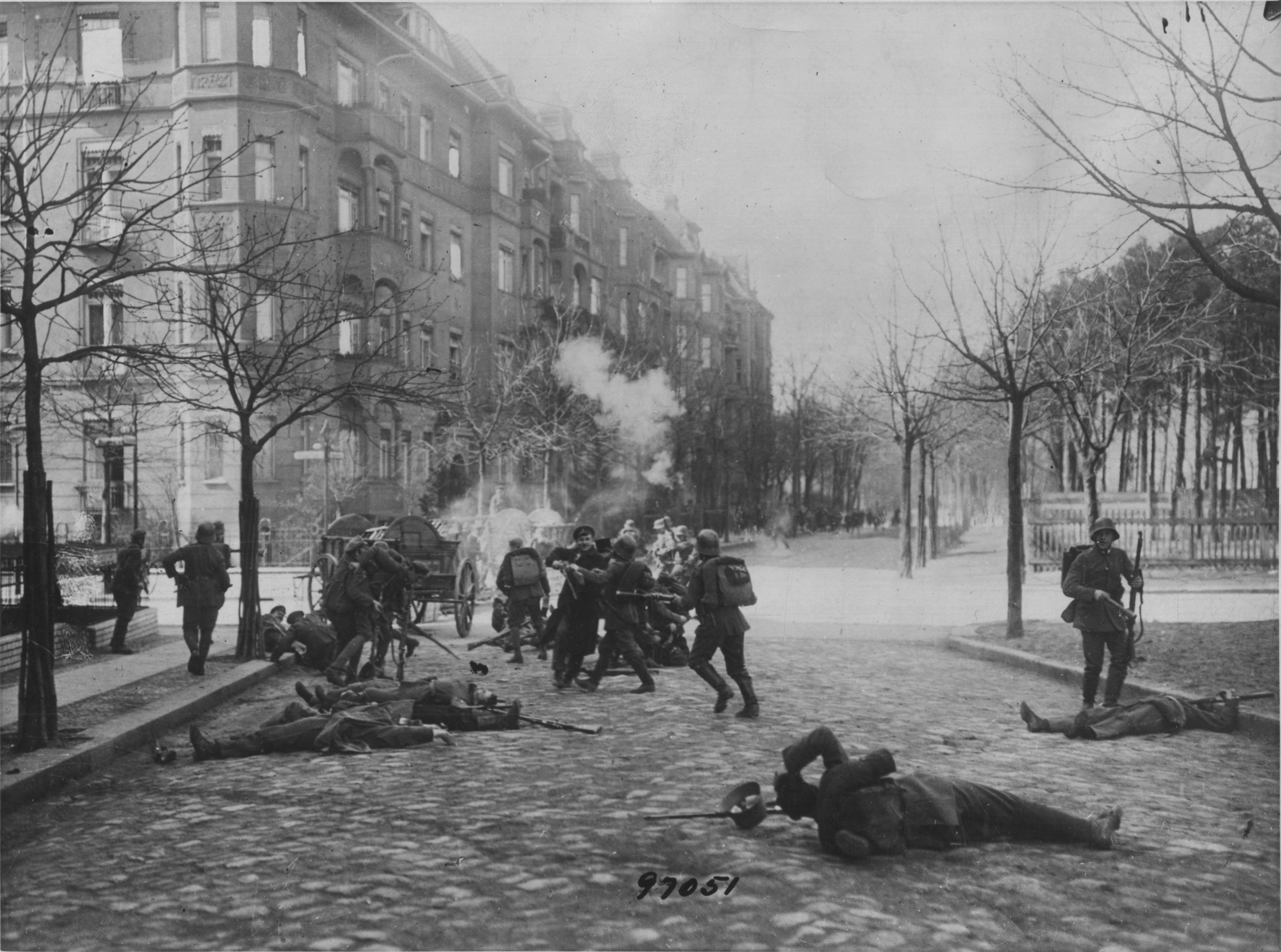
Walki uliczne podczas powstania
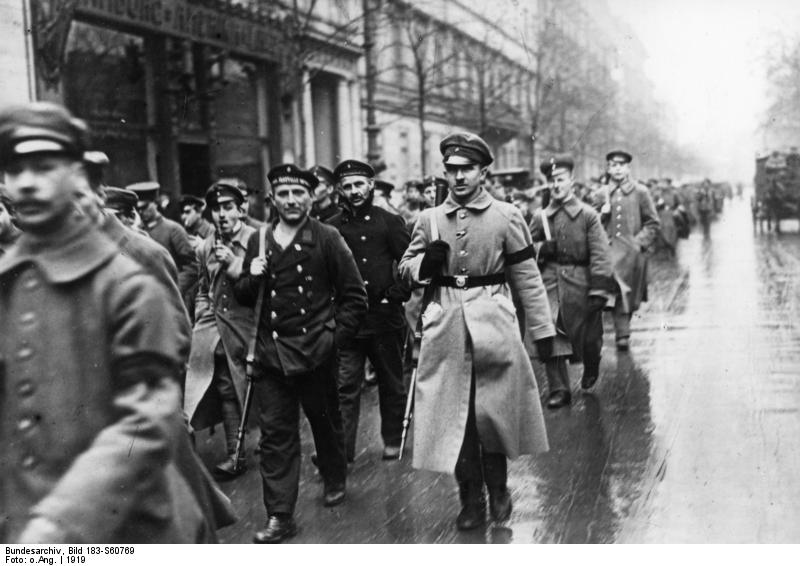
Żołnierze rządowi podczas powstania
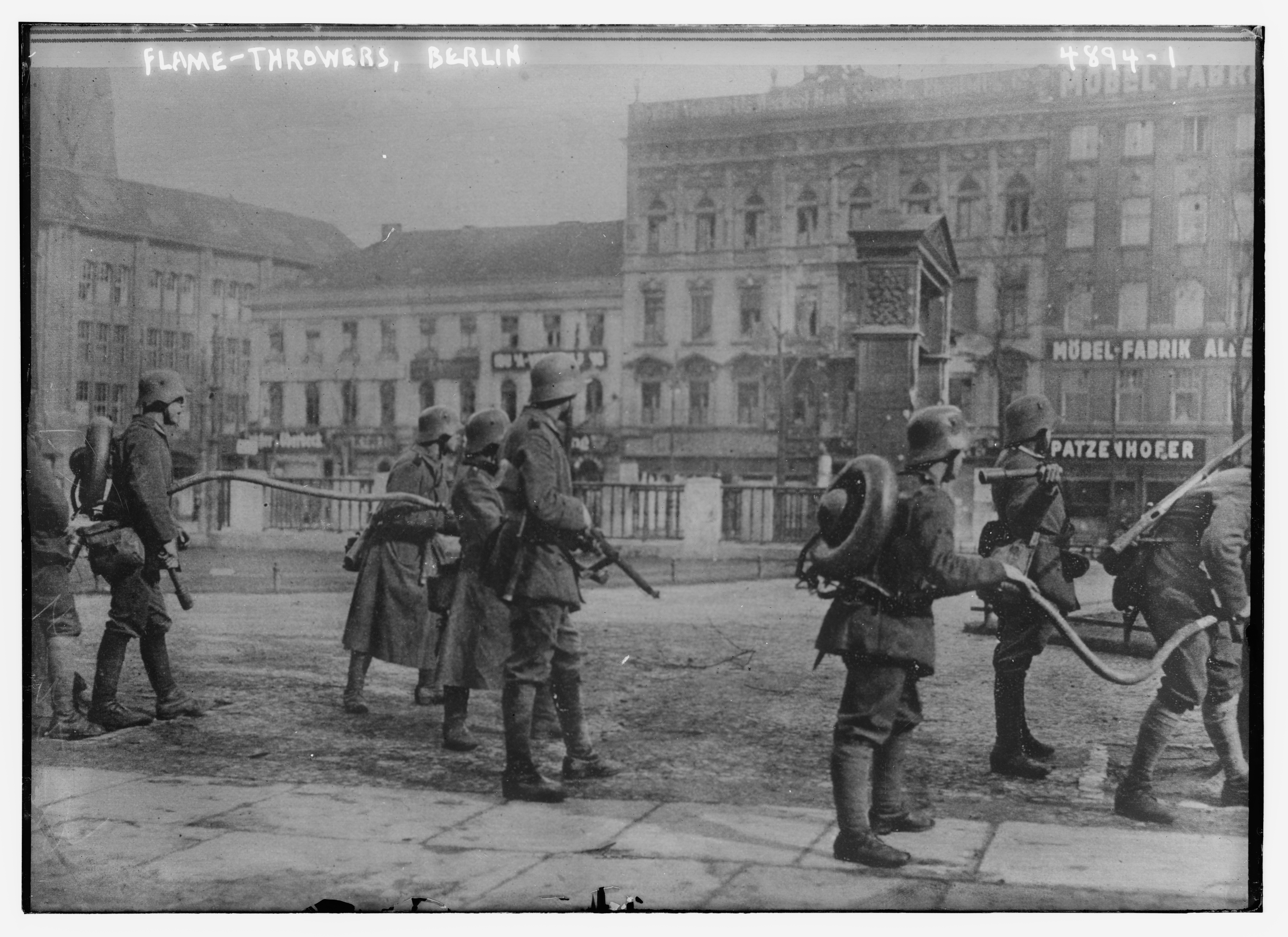
Żołnierze z miotaczami ognia na ulicach Berlina